# فرودگاه گاربا تولا
فرودگاه گاربا تولا (به انگلیسی: Garba Tula Airport) یک فرودگاه همگانی، غیرنظامی است که یک باند فرود سنگفرش دارد و طول باند آن ۱۰۰۰ متر است. این فرودگاه در کشور کنیا قرار دارد و در ارتفاع ۶۱۰ متری از سطح دریا واقع شده‌است.